# Serrat de Rascars
El Serrat de Rascars és un serrat del terme municipal de la Torre de Cabdella, a la comarca del Pallars Jussà. Pertanyia a l'antic terme de Mont-ros, fins a la fusió d'aquest municipi en el de la Torre de Cabdella.
Aquesta serra arrenca del Tossal dels Moros, muntanya de 1.228,8 m. alt. al nord-est de la Plana de Mont-ros, i s'estén cap a llevant, fins a uns 1.463,2 m. alt., on enllaça amb el Serrat de les Marrades, que n'és la continuïtat.